# Ludwik Młynarski

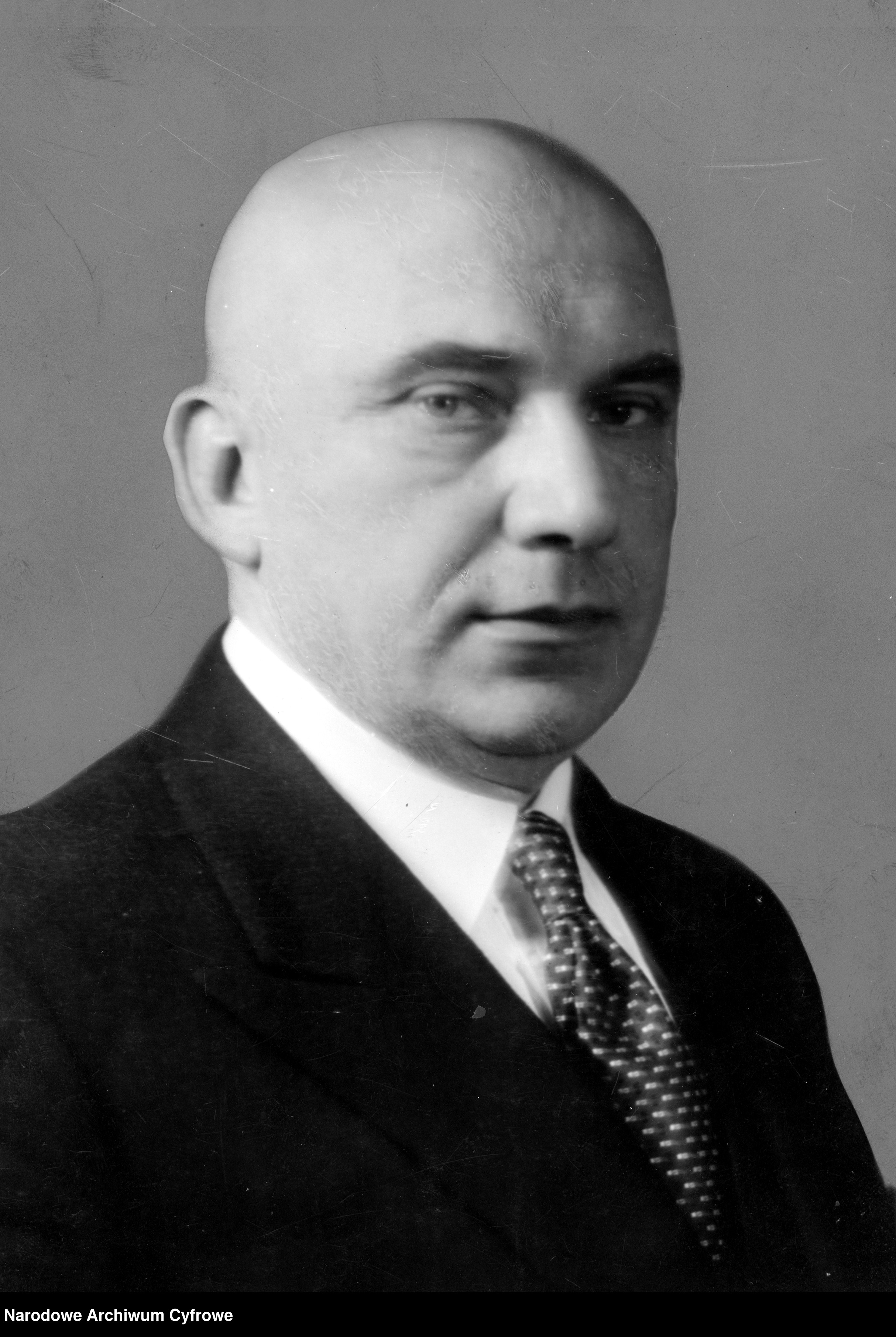
Ludwik Młynarski jako urzędnik MPiT.

Ludwik Młynarski (ur. 8 października 1887 w Dąbrowie, zm. w 1941 w Warszawie) – podpułkownik piechoty Wojska Polskiego, działacz niepodległościowy, kawaler Orderu Virtuti Militari.

## Życiorys
Urodził się 8 października 1887 w Dąbrowie, ówczesnym mieście powiatowym Królestwa Galicji i Lodomerii, w rodzinie Jana (1858–1933) i Rozalii z Artwińskich. Był starszym bratem Józefa „Sęka” (ur. 1895), legionisty, porucznika kawalerii stanu spoczynku, odznaczonego Krzyżem Niepodległości. W 1899 rozpoczął naukę w c. k. Gimnazjum w Tarnowie. W czerwcu 1908 zdał egzamin dojrzałości. W latach 1908–1912 studiował na Wydziale Prawa Uniwersytetu Jagiellońskiego uzyskując absolutorium (17 września 1912). W trakcie studiów działał czynnie w Związku Strzeleckim, Stowarzyszeniu młodzieży akademickiej „Promień” oraz studenckiej korporacji „Filaretia” jako członek zarządu. 25 stycznia 1911 uchwałą Senatu uczelni udzielono mu nagany z zagrożeniem wydalenia z uczelni za udział w nielegalnym wiecu 29 listopada 1910, tzw. „Zimmermaniadzie”.
8 sierpnia 1914 wstąpił do Legionów Polskich i został przydzielony do 1 pułku piechoty. 28 kwietnia 1916 został mianowany chorążym piechoty, a 1 stycznia 1917 awansował na podporucznika. We wrześniu 1917, po kryzysie przysięgowym, został wcielony do armii austro-węgierskiej, w której służył do 2 sierpnia następnego roku.
14 kwietnia 1919 został przyjęty do Wojska Polskiego z dniem 15 listopada 1918 z byłych Legionów Polskich i zatwierdzeniem posiadanego stopnia porucznika. Walczył na wojnie z bolszewikami w szeregach 1 pułku piechoty Legionów. Wyróżnił się 19 kwietnia 1919 w walkach o Wilno. 4 grudnia 1919 został mianowany kapitanem z dniem 1 grudnia 1919. W kwietniu 1920 został przydzielony do Departamentu I Broni Głównych i Wojsk Taborowych Ministerstwa Spraw Wojskowych na stanowisko referenta personalnego w Wydziale I Piechoty. 19 sierpnia 1920 został zatwierdzony z dniem 1 kwietnia 1920 w stopniu kapitana, w piechocie, w grupie oficerów byłych Legionów Polskich.
Od sierpnia 1921, po wprowadzeniu w życie pokojowej organizacji MSWojsk., pełnił służbę w Departamencie I Piechoty na stanowisku kierownika referatu personalnego, a jego oddziałem macierzystym był nadal 1 pułk piechoty Legionów. 3 maja 1922 został zweryfikowany w stopniu majora ze starszeństwem od 1 czerwca 1919 i 460. lokatą w korpusie oficerów piechoty. Z dniem 15 września 1924 został przesunięty do Oddziału V Sztabu Generalnego na stanowisko szefa wydziału. W listopadzie 1925 został przeniesiony do 21 pułku piechoty na stanowisko dowódcy III batalionu. W 1926, po przewrocie majowym, został członkiem Komisji Likwidacyjnej generała Lucjana Żeligowskiego. W lutym 1927 został przydzielony do Biura Personalnego Ministerstwa Spraw Wojskowych na stanowisko szefa wydziału. 23 grudnia 1927 został przeniesiony do kadry oficerów piechoty z pozostawieniem na dotychczas zajmowanym stanowisku. 23 stycznia 1928 prezydent RP nadał mu stopień podpułkownika z dniem 1 stycznia 1928 w korpusie oficerów piechoty i 38. lokatą. W kwietniu 1929 został przeniesiony do korpusu oficerów kontrolerów i macierzyście do kadry oficerów kontrolerów z równoczesnym przeniesieniem służbowym do Korpusu Kontrolerów z zachowaniem dotychczasowego dodatku służbowego. Z dniem 1 lipca 1933 został przydzielony do dyspozycji Ministerstwa Poczt i Telegrafów, gdzie powierzono mu kierownictwo Biura Personalnego. Z dniem 31 stycznia 1934 został przeniesiony do rezerwy z równoczesnym przeniesieniem w rezerwie do korpusu oficerów piechoty z przynależnością ewidencyjną do Oficerskiej Kadry Okręgowej Nr I.
1 lutego tego roku został zatrudniony w Ministerstwie Poczt i Telegrafów na stanowisku dyrektora Biura Personalnego. Mieszkał w Warszawie–Czerniakowie przy ul. Okrężnej 26. Zmarł w 1941 w Warszawie i został pochowany na cmentarzu Powązkowskim (kwatera 151, rząd 4, grób 25).
W 1915 ożenił się z Marią Niewiadomską (1891–1974), z którą miał syna Jerzego (1916–1978).

## Ordery i odznaczenia
- Krzyż Srebrny Orderu Wojskowego Virtuti Militari nr 5891[2]
- Krzyż Niepodległości – 24 października 1931 „za pracę w dziele odzyskania niepodległości”[33][34]
- Krzyż Oficerski Orderu Odrodzenia Polski[1]
- Krzyż Walecznych czterokrotnie[35][36]
- Złoty Krzyż Zasługi – 16 marca 1928 „za zasługi na polu organizacji i wyszkolenia wojska”[37]
- Medal Pamiątkowy za Wojnę 1918–1921[2][1]
- Medal Dziesięciolecia Odzyskanej Niepodległości[2][1]
- Srebrny Medal za Długoletnią Służbę[1]
- Odznaka „Za wierną służbę”[2][3]
- Krzyż Komandorski jugosłowiańskiego Orderu Świętego Sawy[1]
- łotewski Medal Pamiątkowy 1918-1928 – 6 sierpnia 1929[38][1]